# Papa Little
Papa Little är en ö i St Magnus Bay i kommunen Shetlandsöarna och riksdelen Skottland i Storbritannien. Ön är obebodd.
Öns arean är cirka 226 hektar.
Papa Little består i huvudsak av gräsmarker och torvmark.
Ön hade på 1840-talet 11 invånare, men på 1840-talet övergavs bosättningen och ön har varit obebodd sedan dess.